# 斯特倫格巴赫

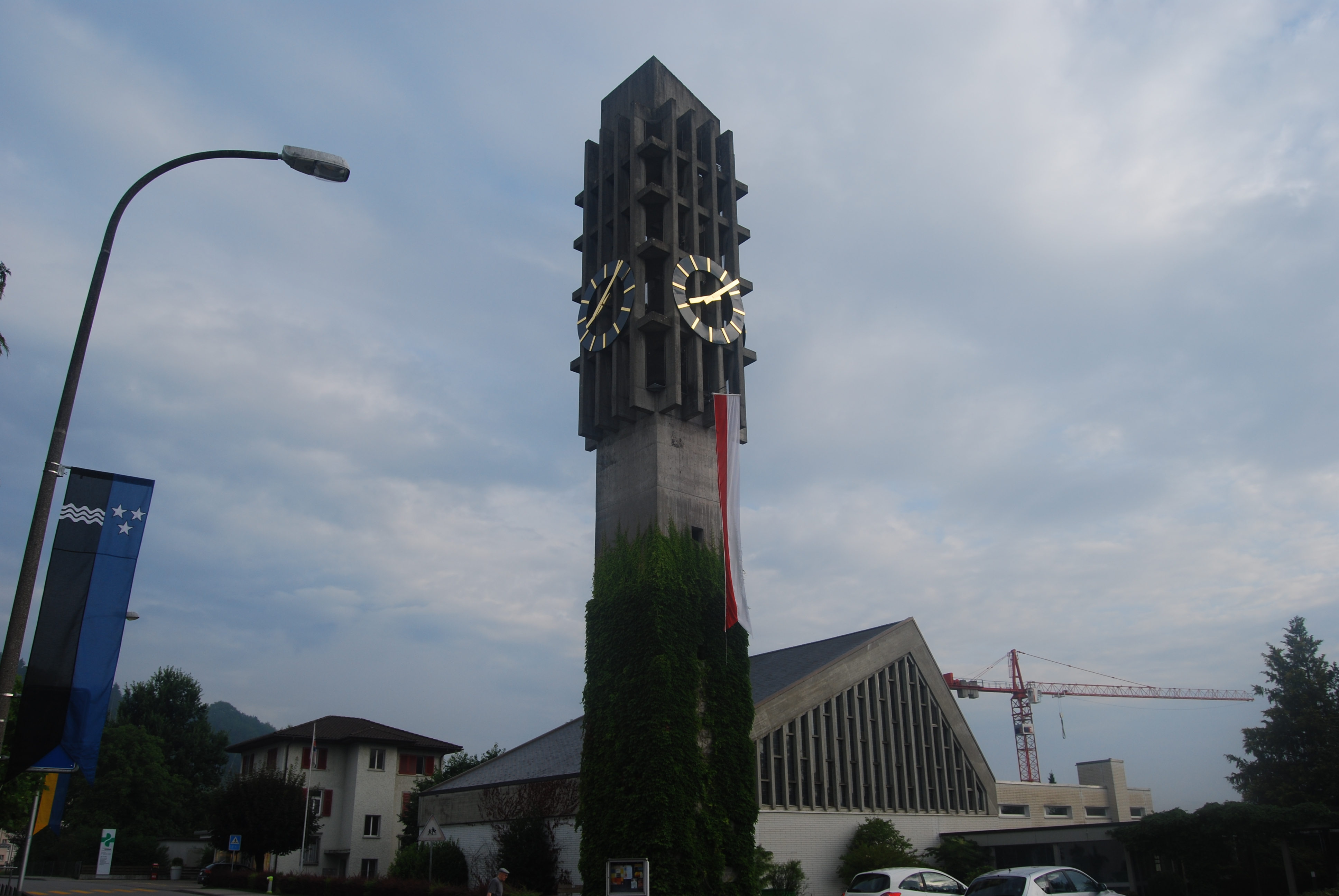

斯特倫格巴赫是瑞士的城鎮，位於該國北部，由阿爾高州負責管轄，面積6.01平方公里，海拔高度445米，2012年人口4,602，一半人口信奉基督教，人口密度每平方公里766人。